# Chung Un-chan
Chung Un-chan (Gongju, 29 febbraio 1948) è un politico sudcoreano.

## Biografia
Fu primo ministro della Corea del Sud dal 28 settembre 2009 all'11 agosto 2010.